# Ciaboga

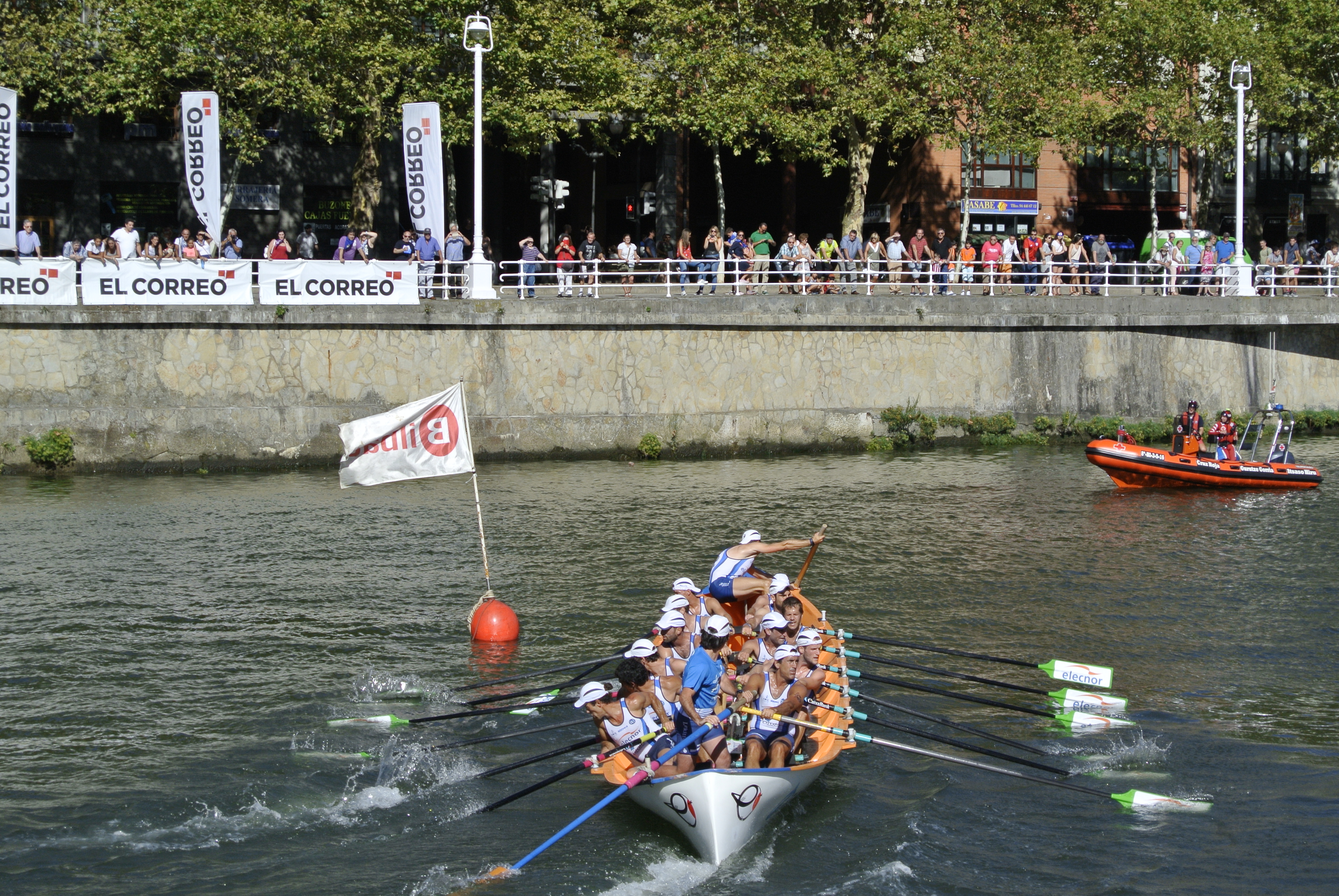
Trainera realizando una maniobra de ciaboga.

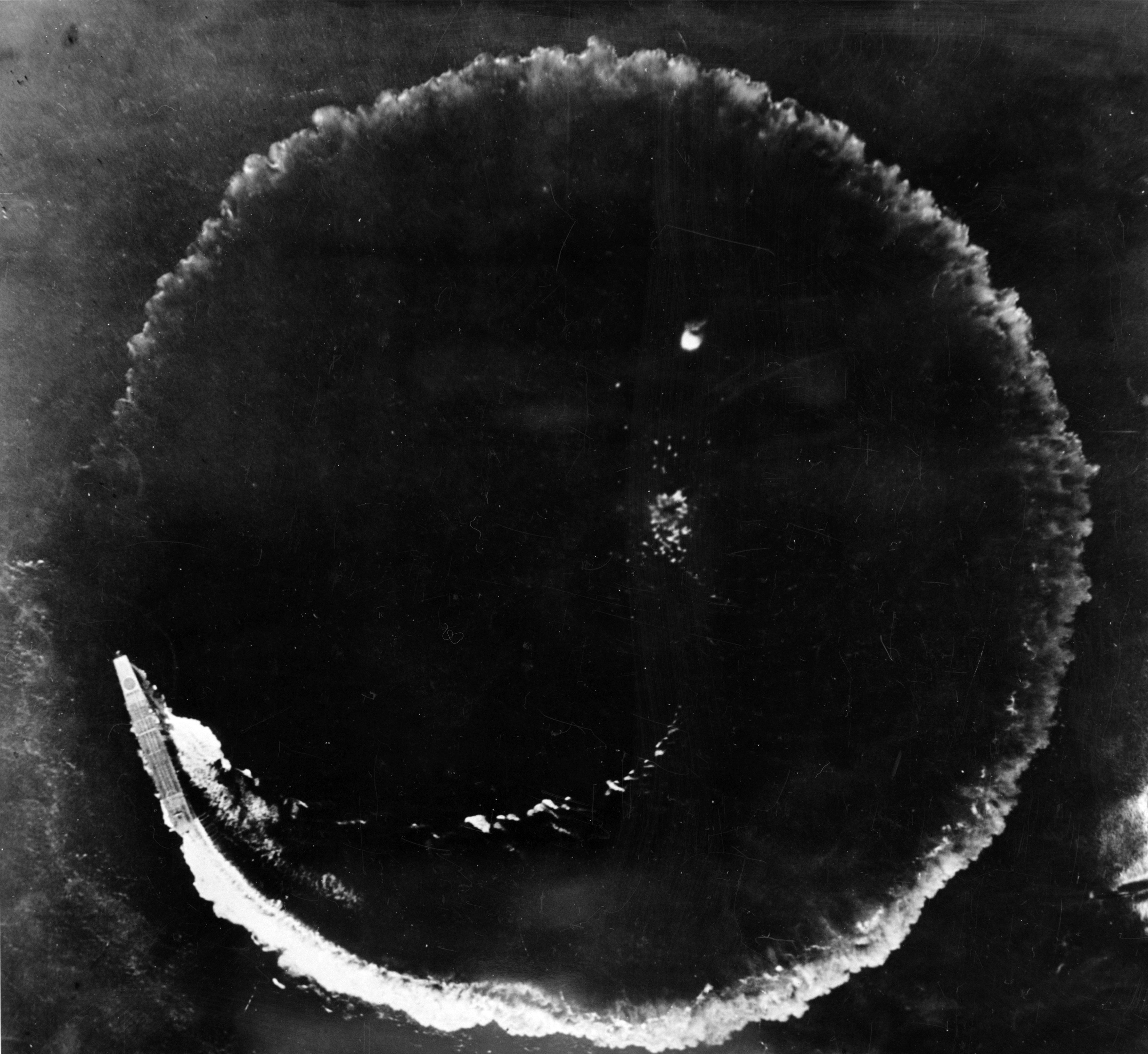
Portaviones japonés Sōryū girando en ciaboga como maniobra de evasión frente a un ataque aéreo en junio de 1942.

Ciaboga es la maniobra que tiene por objeto hacer que un barco gire o vire en redondo en el menor espacio posible.

## En embarcaciones de remos
En una embarcación de remos se practica ciando con los de la banda hacia la cual se quiere que caiga la proa y bogando en forma natural hacia avante con los de la opuesta. El impulso de los remos para girar se hace más eficaz, siendo más limpia y rápida la virada, si se ayuda con el timón, que se cierra a la banda más conveniente.

## En buques de vapor
En los buques de vapor consiste la ciaboga, no teniendo más que una hélice, en revirar maniobrando avante y atrás con la máquina gobernando convenientemente con el timón, y siendo dos las hélices, en hacer funcionar una como en la marcha hacia avante, y al mismo tiempo la otra hacia atrás. Si el barco va para avante, sea cualquiera el sentido en que marcha la máquina, se mete el timón directo, es decir, en el sentido en que se gobierna para avante; cuando el barco está parado, el timón quedará a la vía y cuando marcha para atrás, se gobierna en contra del sitio para donde caer la proa.

## Otras consideraciones
El gobierno para atrás es siempre malo, debiéndose, por ello, aprovechar la marcha avante para ganar camino en el giro, siendo conveniente, para lograrlo, maniobrar hacia atrás con poca máquina y meter la caña en su mayor efecto, en tanto que, en la marcha avante, se da media a toda fuerza. Se debe tener muy presente que si la hélice es derecha, lo que es el caso general, el buque tiene tendencia a caer a estribor cuando va para avante y a babor en la marcha atrás. Las condiciones de viento y corriente influyen mucho en esta maniobra. Cuando hay viento la embarcación abate con tendencia a orzar cuando va para avante y a arribar al ir hacia atrás. La ciaboga con viento debe hacerse con mucha máquina, para que, la velocidad adquirida venza el efecto de abatimiento del viento; sólo puede ser prudente maniobrar con poca máquina en las estrechuras con mar llana y brisa floja o en torneos donde pueda temerse un abordaje.

## Hacer la ciaboga
También se dice hacer la ciaboga a la operación de dar un buque media vuelta para fondear en un canal o paraje estrecho, o, después de haber fondeado, cambiar en sentido opuesto la situación de su popa y proa, y a la acción de caer una embarcación, borneando o declinando, después de haber hecho por el ancla que se acaba de fondear, hasta ponerse con ella en la dirección del viento o de la corriente.